# Neeta Pillai
Neeta Pillai (Malayalam നീത പിള്ള; * 11. August 1991 in Thodupuzha) ist eine indische Schauspielerin.

## Leben und Karriere
Neeta Pillai wurde am 11. August 1991 in Thodupuzha geboren. Sie absolvierte einen Master in Petroleum Engineering an der University of Louisiana in Lafayette. 2015 gewann sie den zweiten Platz beim Miss-Bollywood-Schönheitswettbewerb in Houston.
Ihr Schauspieldebüt gab sie 2018 in dem Film Poomaram. Für ihre Darstellung erhielt sie den Asianet Film Award und wurde für den South Indian International Movie Award (SIIMA) als beste Schauspielerin nominiert. Anschließend spielte sie 2020 die Hauptrolle in The Kung Fu Master. 2022 trat Pillai in Paappan auf. Unter anderem bekam sie 2024 eine Rolle in Thankamani. Im selben Jahr wurde sie für den Film Varshangalkku Shesham gecastet.

## Filmografie
- 2018: Poomaram
- 2020: The Kung Fu Master
- 2022: Paappan
- 2024: Thankamani
- 2024: Varshangalkku Shesham